# Botella de amor

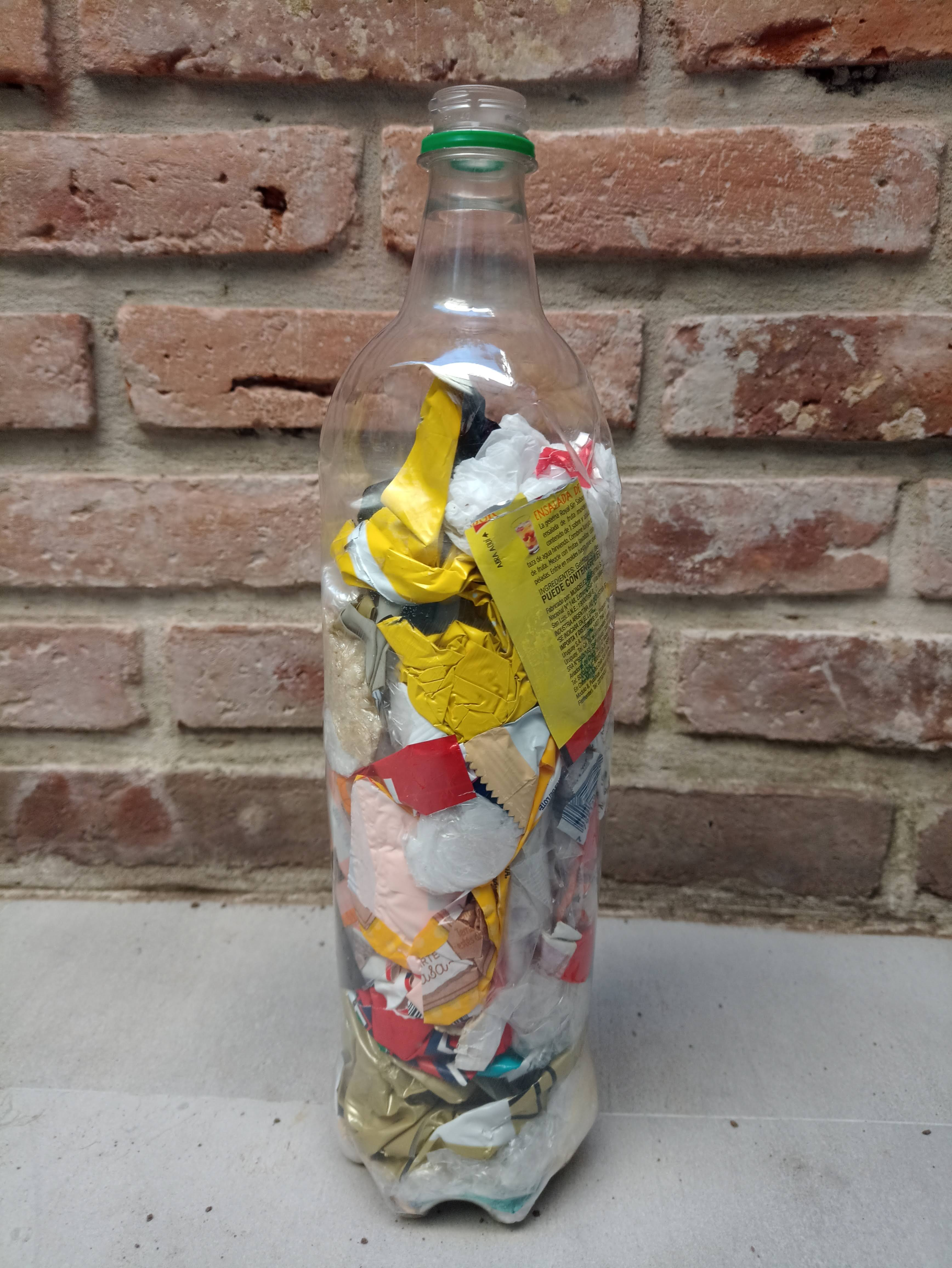

Una botella de amor es una botella de plástico limpia que se llena con plásticos de un solo uso, que son aquellos que por, cuestiones técnicas y económicas, no se pueden reciclar, como envoltorios y bolsas. La iniciativa fue desarrollada en Medellín, Colombia, por la Fundación "llená una botella de amor" (de ahí el nombre) y popularizada en toda América Latina. Los plásticos de las botellas de amor son utilizados para generar madera plástica y confeccionar mobiliario urbano. Las botellas de los donantes individuales son principalmente utilizadas para generar consciencia sobre el consumo de plástico no reciclable.

## Contenido
A diferencia de los ecoladrillos, dentro de las botellas de amor se coloca únicamente plásticos de un solo uso secos y limpios tales como envoltorios de alimentos, papel film, palitos de chupetín, bolsas de supermercado, bolsas herméticas, vajilla descartable de plástico, sobres de café y de jugos, bolsas de alimento balanceado, sachets, cepillos de dientes y sorbetes. También se puede colocar máquinas de afeitar y lapiceras sin la parte metálica.

## Usos destacados
La madera plástica producida mediante cien mil botellas de amor fue utilizada para renovar el puente de la Mujer en la Ciudad Autónoma de Buenos Aires, Argentina.